# Washington Strait
Washington Strait är ett sund i Antarktis. Den ligger i Sydorkneyöarna. Argentina och Storbritannien gör anspråk på området.